# Albuginée
L'albuginée est une enveloppe constituée de tissu conjonctif (contenant une grande quantité de protéines de soutien) de coloration blanche, de densité importante, entourant certains organes génitaux tels que le testicule, l'ovaire, le corps caverneux et le corps spongieux. L'albuginite est le terme qui désigne l'inflammation de l'albuginée.